# 4×100-Meter-Feuerwehrhindernisstaffel

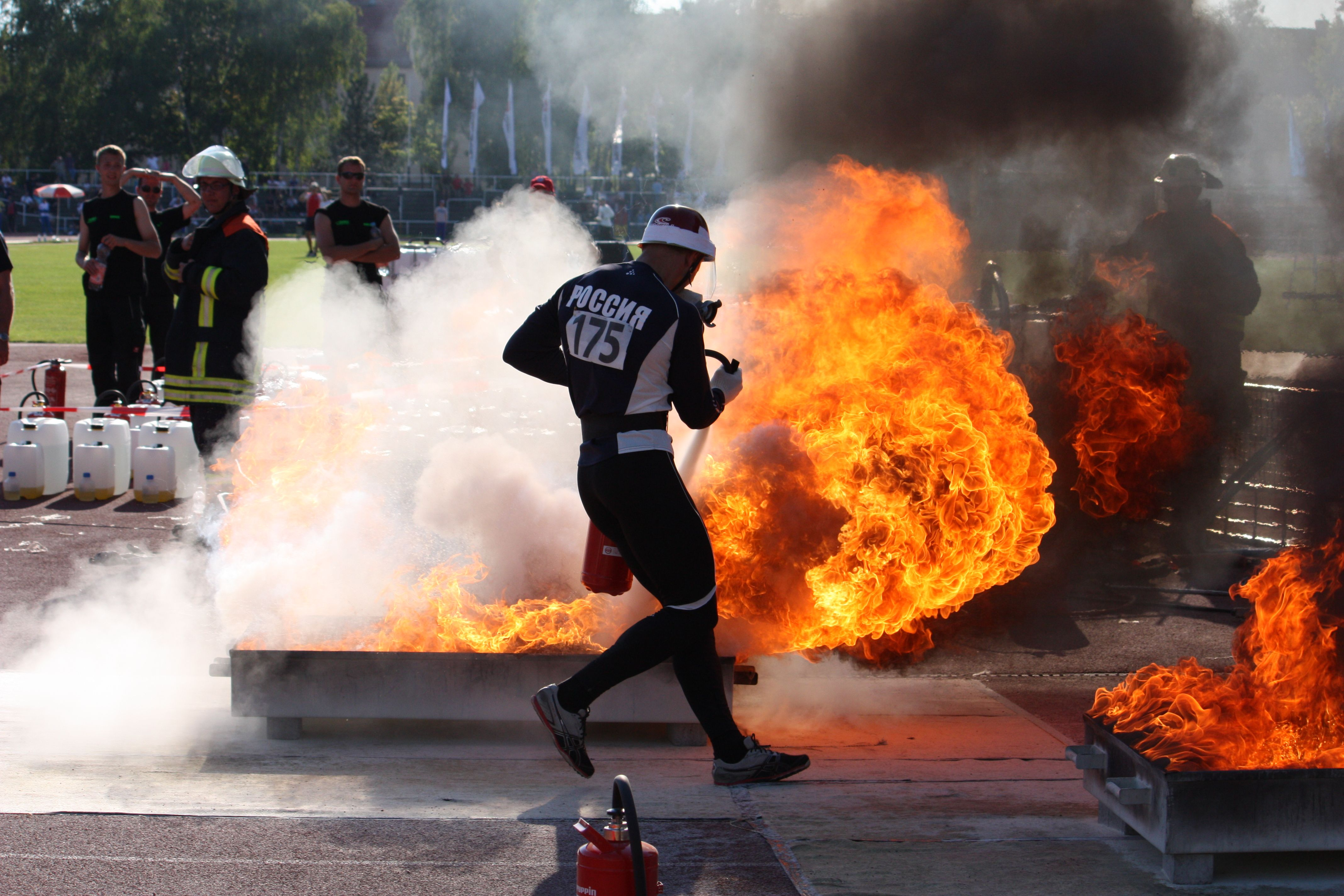
Löschen des Feuers vom 4. Läufer – 7. WM in Cottbus 2011

Die 4×100-Meter-Feuerwehrstafette bezeichnet eine Disziplin des Feuerwehrsports. Dabei wird eine 4×100-Meter-Staffel mit feuerwehrtechnischen Hindernissen auf Zeit überwunden. Diese Disziplin wird von Frauen und Männern absolviert.

## Geschichte

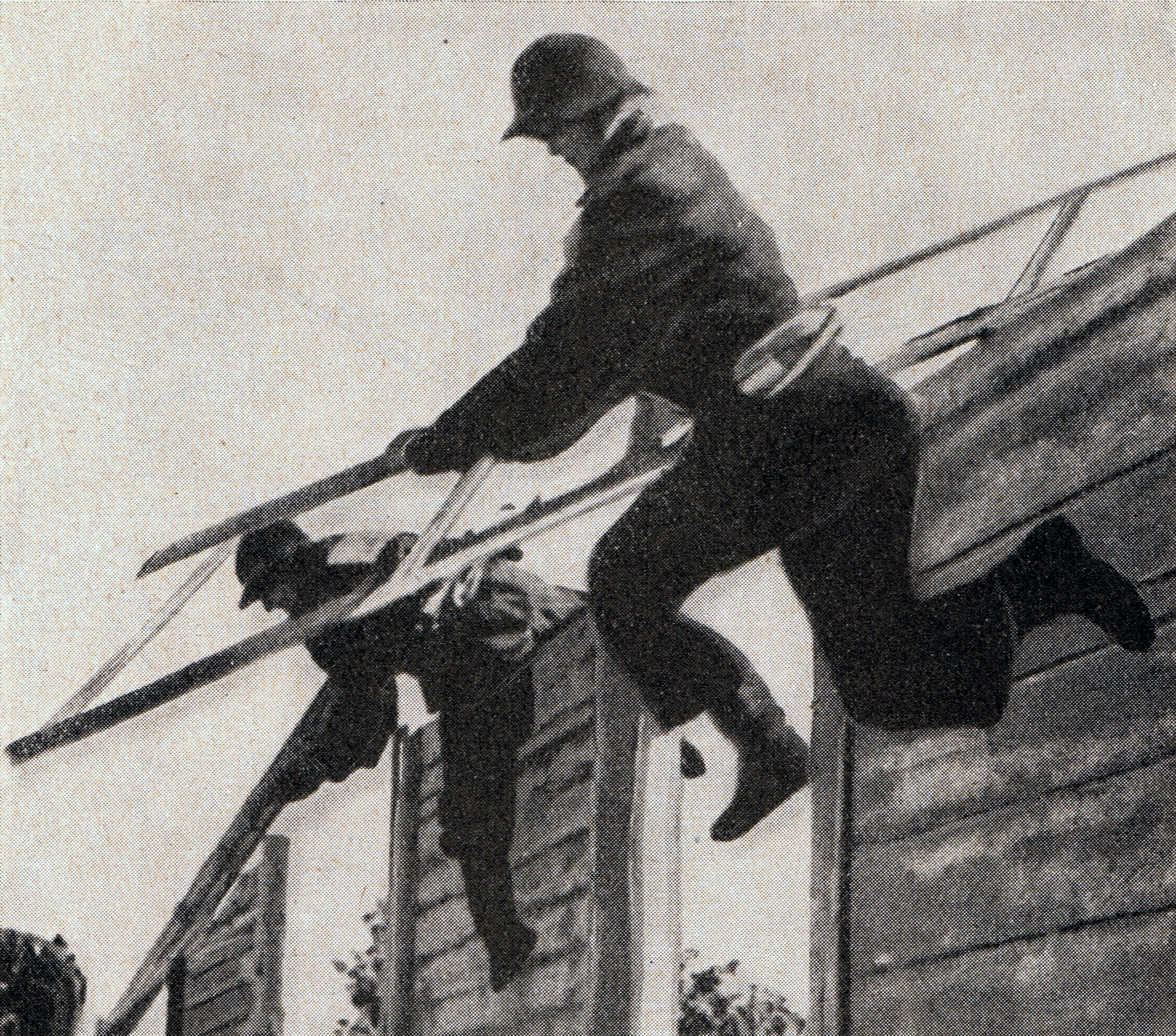
Überwinden der 3,5 m hohen Eskaladierwand mit Klappleiter

Parallel zu der Geschichte der 100-Meter-Hindernisbahn wurde von der Sowjetunion eine 5×100-Meter-Feuerwehrstafette eingeführt. Diese verlief auf einer 400 m Stadionbahn und der 1. und 5. Abschnitt liefen nebeneinander. Die ersten Zeiten beliefen sich auf über 2 Minuten. Im Jahr 1959 wurden die Wettkampfbestimmungen geändert und der 5. Abschnitt mit der 3,5 m hohen Wand fiel weg. Der restliche Aufbau der Bahn ähnelte dem heutigen Aufbau. Die Zeiten verbesserten sich auf ca. 90 Sekunden. Bis circa zum Jahr 2000 wurde diese Disziplin noch 4×100-Meter-Feuerwehrstafette genannt.
Der aktuelle Weltrekord der Männer wurde von Russland mit 52,92 Sekunden bei der WM 2018 in Banská Bystrica aufgestellt. Bei den Frauen wurde der Weltrekord von Russland mit 58,40 Sekunden bei der WM 2019 in Saratov aufgestellt.

## Aufbau der Laufbahn und Ablauf

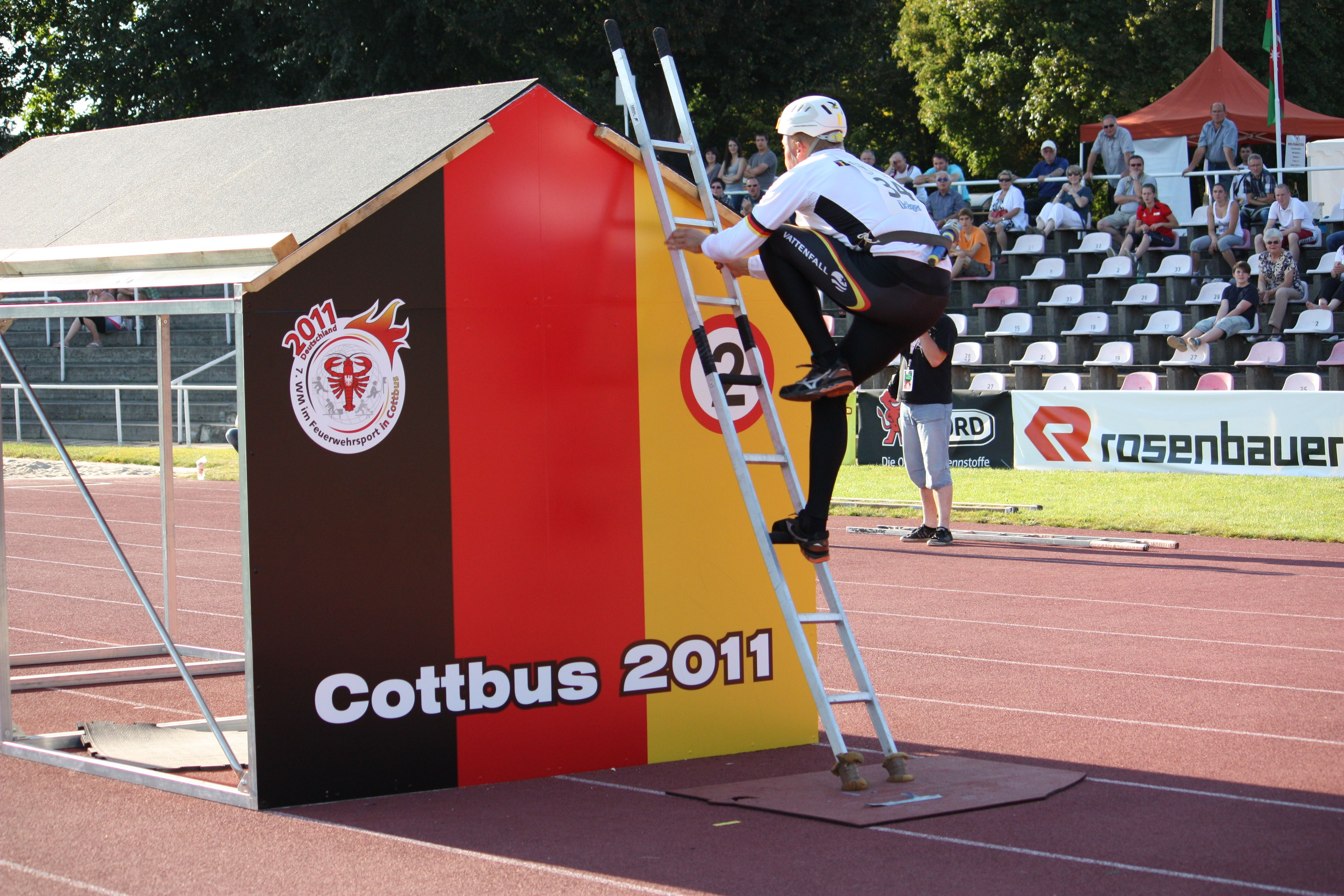
Überqueren des Hauses mit Leiter – 7. WM in Cottbus 2011

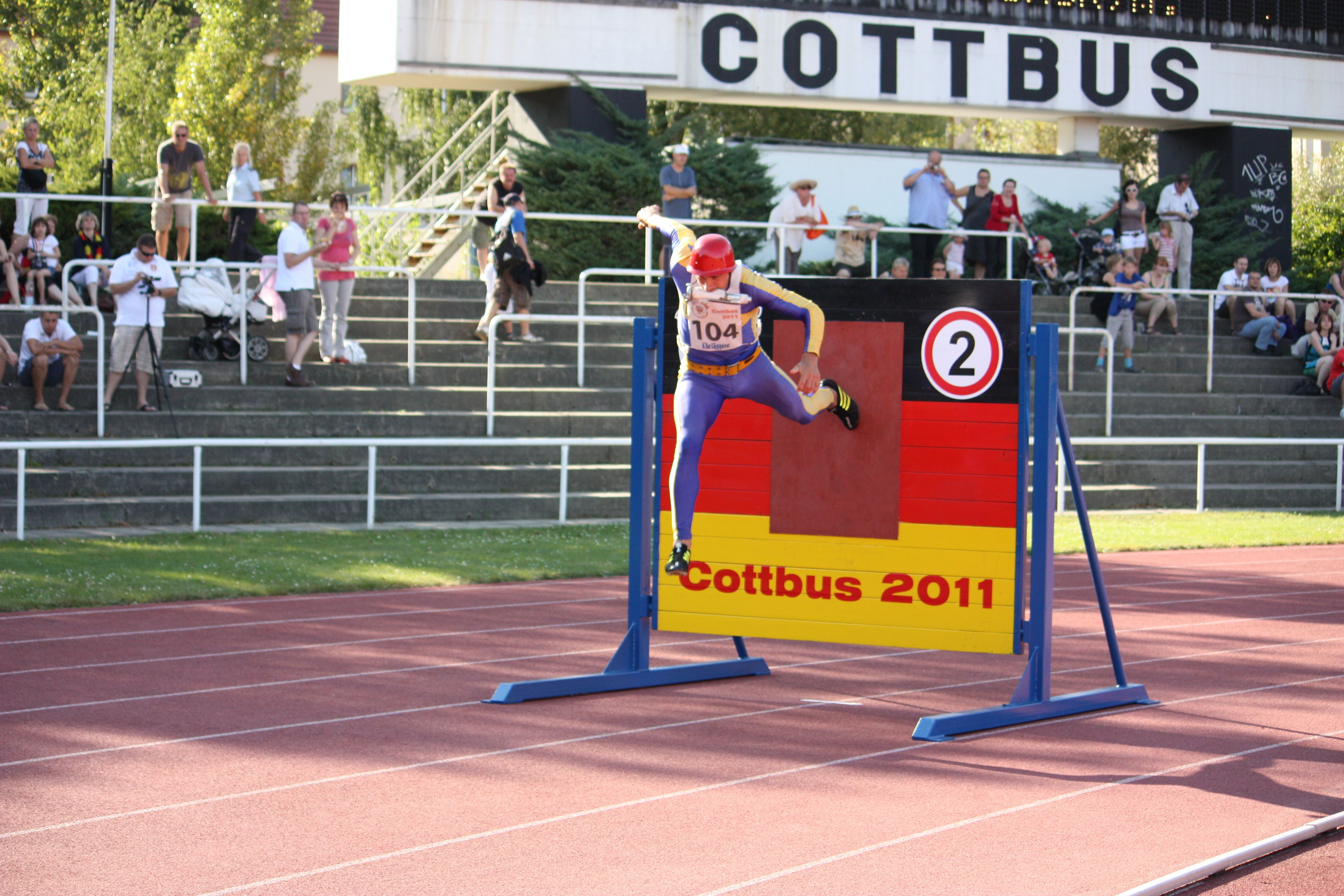
Überqueren der Hinderniswand – 7. WM in Cottbus 2011

4×100-Meter-Feuerwehrstafette-Maße

Gestartet wird aus Startblöcken mittels Tiefstart. Bei den Männern nimmt der erste Läufer eine Leiter mit an den Start. Mit dieser hat er ein 2,5 m hohes Haus zu besteigen und zu überwinden. Bei den Frauen steht die Leiter schon am Haus. Der zweite Läufer überwindet eine Eskaladierwand, bei den Frauen steht an dieser Stelle eine Hürde. Der dritte Läufer nimmt zwei C-Schläuche auf und überquert den 120 cm hohen (Frauen 80 cm) und 8 Meter langen Laufbalken. Danach kuppelt er die Schläuche zusammen und an einem auf der Bahn stehenden Verteiler an. Anschließend muss er das als Staffelstab fungierende mitgeführte Strahlrohr an den Schlauch ankuppeln. Nach der Begrenzungslinie 2 darf er es wieder abkuppeln und an den 4. Läufer übergeben. Dieser nimmt einen Feuerlöscher auf und löscht damit ein Feuer, welches in einer Brandwanne auf der Bahn brennt. Beim Zieldurchlauf wird die Zeit gestoppt, falls alle Hindernisse korrekt überwunden und alle Wechsel korrekt durchgeführt wurden. Außerdem darf sich das Feuer bis zum Zieldurchlauf nicht wieder entzünden.

## Internationale Feuerwehrsportwettkämpfe
Der Weltfeuerwehrverband CTIF führt seit 1961 alle vier Jahre die Internationale Feuerwehrwettkämpfe in verschiedenen Städten Europas als Weltmeisterschaften durch, die auch als Feuerwehrolympiaden bezeichnet.
Die 4×100-Meter-Feuerwehrhindernisstaffel ist neben dem 100-Meter-Hindernislauf, dem Hakenleitersteigen, und dem Löschangriff Nass eine von vier Disziplinen dieser Weltmeisterschaften. Die Bewertung erfolgt sowohl als einzelner Wettkämpfer als auch als Mannschaft. Jede Mannschaft darf mit zwei Staffeln antreten. Die beste der beiden Staffeln kommt in die Wertung.
Die Wettkämpfer der drei erstplatzierten Staffeln werden mit der Internationalen Feuerwehrsportwettkampfmedaille in Gold, Silber und Bronze ausgezeichnet.

## Situation in Deutschland
Der aktuelle deutsche Rekord wird vom Team Lausitz mit 59,21 Sekunden gehalten. Es liefen C. Pätzold (Haushindernis), E. Frey (Wandhindernis), S. Thäle (Laufbalken) und T. Paulick (Feuer) bei der Deutschen Meisterschaft 2016 in Rostock.
Bei den Frauen hält die Nationalmannschaft mit 67,15 Sekunden (Almaty 2014) den Rekord. Es liefen A. Hempel (Leiterwand), S. Rost (Hürde), K. Noack (Laufbalken) und M. Twieg (Feuer).